# Salem (Nebraska)
Salem – wieś w Stanach Zjednoczonych, w stanie Nebraska. W 2010 roku liczyła 112 mieszkańców.